# Бърдмен
„Бърдмен, или Неочакваната добродетел на невежеството“ (на английски: Birdman or (The Unexpected Virtue of Ignorance)) е американска драма на режисьора Алехандро Гонсалес Иняриту от 2014 г.
Главните роли се изпълняват от Майкъл Кийтън, Зак Галифианакис, Едуард Нортън, Андрея Райзбъро, Ейми Райън, Ема Стоун и Наоми Уотс. Кийтън играе ролята на залязващ холивудски актьор, известен с ролята си на супергерой, който се опитва да направи бродуейска адаптация на разказ на Реймънд Карвър.

## Сюжет
Внимание:  Текстът по-долу разкрива сюжета на произведението (или части от него)!
Ригън Томсън (Майкъл Кийтън) е залязла холивудска звезда, натрупала славата си с участие във филми за супергероя - Бърдмен. Опитвайки се отново да спечели любовта на публиката и критиката, той решава да постави пиеса на Бродуей по разказа на Реймънд Карвър – „За какво говорим, като говорим за любов“.
Филмът проследява процеса по подготовката на театралната постановка, по време на който Ригън е измъчван от вътрешни гласове. В постановката взимат участие известният актьор Майк Шайнър (Едуард Нортън), приятелката на Ригън - Лора (Андрея Райзбъро) и дебютантаката на Бродуей – Лесли (Наоми Уотс). Дъщерята на Риган (Ема Стоун), която се възстановява от наркомания, е в ролята на негов асистент, а най-добрият му приятел и личен адвокат – Джейк (Зак Галифанакис) е продуцент на пиесата.
В края на постановката героят на Ригън се самоубива и той решава да изиграе тази сцена с истински пистолет. Така той прострелва носа си и постановката се превръща в истински хит.

## Награди и номинации
| Категория                              | Номиниран(и)                                                                           | Резултат                    |
| Оскар (22 февруари 2015 г.)            | Оскар (22 февруари 2015 г.)                                                            | Оскар (22 февруари 2015 г.) |
| -------------------------------------- | -------------------------------------------------------------------------------------- | --------------------------- |
| Най-добър филм                         | Най-добър филм                                                                         | награда                     |
| Най-добър режисьор                     | Алехандро Гонсалес Иняриту                                                             | награда                     |
| Най-добър оригинален сценарий          | Алехандро Гонсалес Иняриту, Николас Джакобоне, Александър Динеларис младши, Армандо Бо | награда                     |
| Най-добра кинематография               | Емануел Любецки                                                                        | награда                     |
| Най-добър звук                         | Най-добър звук                                                                         | номинация                   |
| Най-добър звуков монтаж                | Най-добър звуков монтаж                                                                | номинация                   |
| Най-добра мъжка роля                   | Майкъл Кийтън                                                                          | номинация                   |
| Най-добра поддържаща мъжка роля        | Едуард Нортън                                                                          | номинация                   |
| Най-добра поддържаща женска роля       | Ема Стоун                                                                              | номинация                   |
| Награда на БАФТА (8 февруари 2015 г.)  |                                                                                        |                             |
| Най-добра кинематография               | Емануел Любецки                                                                        | награда                     |
| Най-добър филм                         | Най-добър филм                                                                         | номинация                   |
| Най-добър филмов монтаж                | Най-добър филмов монтаж                                                                | номинация                   |
| Най-добър звук                         | Най-добър звук                                                                         | номинация                   |
| Най-добра режисура                     | Алехандро Гонсалес Иняриту                                                             | номинация                   |
| Най-добър оригинален сценарий          | Алехандро Гонсалес Иняриту, Николас Джакобоне, Александър Динеларис младши, Армандо Бо | номинация                   |
| Най-добра филмова музика               | Антонио Санчес                                                                         | номинация                   |
| Най-добър актьор в главна роля         | Майкъл Кийтън                                                                          | номинация                   |
| Най-добър актьор в поддържаща роля     | Едуард Нортън                                                                          | номинация                   |
| Най-добра актриса в поддържаща роля    | Ема Стоун                                                                              | номинация                   |
| Златен глобус (11 януари 2015 г.)      |                                                                                        |                             |
| Най-добър сценарий                     | Алехандро Гонсалес Иняриту, Николас Джакобоне, Александър Динеларис младши, Армандо Бо | награда                     |
| Най-добър актьор в мюзикъл или комедия | Майкъл Кийтън                                                                          | награда                     |
| Най-добър филм – мюзикъл или комедия   | Най-добър филм – мюзикъл или комедия                                                   | номинация                   |
| Най-добър режисьор                     | Алехандро Гонсалес Иняриту                                                             | номинация                   |
| Най-добра филмова музика               | Антонио Санчес                                                                         | номинация                   |
| Най-добър актьор в поддържаща роля     | Едуард Нортън                                                                          | номинация                   |
| Най-добра актриса в поддържаща роля    | Ема Стоун                                                                              | номинация                   |
| Сателит (15 февруари 2015 г.)          |                                                                                        |                             |
| Най-добър филм                         | Най-добър филм                                                                         | награда                     |
| Най-добра филмова музика               | Антонио Санчес                                                                         | награда                     |
| Най-добър актьор                       | Майкъл Кийтън                                                                          | награда                     |
| Най-добри декори                       | Най-добри декори                                                                       | номинация                   |
| Най-добър филмов монтаж                | Най-добър филмов монтаж                                                                | номинация                   |
| Най-добър режисьор                     | Алехандро Гонсалес Иняриту                                                             | номинация                   |
| Най-добър оригинален сценарий          | Алехандро Гонсалес Иняриту, Николас Джакобоне, Александър Динеларис младши, Армандо Бо | номинация                   |
| Най-добра кинематография               | Емануел Любецки                                                                        | номинация                   |
| Най-добър актьор в поддържаща роля     | Едуард Нортън                                                                          | номинация                   |
| Най-добра актриса в поддържаща роля    | Ема Стоун                                                                              | номинация                   |
| Сатурн (25 юни 2015 г.)                |                                                                                        |                             |
| Най-добър фентъзи филм                 | Най-добър фентъзи филм                                                                 | номинация                   |
| Най-добър режисьор                     | Алехандро Гонсалес Иняриту                                                             | номинация                   |
| Най-добър актьор                       | Майкъл Кийтън                                                                          | номинация                   |
| Най-добра актриса в поддържаща роля    | Ема Стоун                                                                              | номинация                   |